# Georg Ackermann (Bürgermeister)
Georg Ackermann, auch Jürgen Ackermann, (* 1603; † Dezember 1680) war Bürgermeister der Stadt Kroppenstedt. Bekannt wurde er für von ihm abgefasste Berichte über seine Beteiligung an Kampfhandlungen im Dreißigjährigen Krieg.

## Leben
Ackermann wurde als Sohn protestantischer Eltern geboren. Im Alter von 18 Jahren wurde er Soldat, zunächst auf protestantischer Seite. Er gehörte zu den Truppen des Christian von Braunschweig-Wolfenbüttel und kämpfte in der Schlacht bei Höchst. Ackermann nahm dann am Rückzug über Frankreich in die Niederlande teil. 1623 war er Teil des Heerzug Christians in niedersächsische Gebiete, insbesondere in das Hochstift Halberstadt und das Braunschweiger Land. Mitte Juni 1623 ging er mit den Truppen nach Westen und floh mit den Resten des bei Stadtlohn geschlagenen Heers nach Holland. Es folgte wohl die Teilnahme an neuerlichen Kriegszügen nach Deutschland. Nach dem Tode Christians von Braunschweig-Wolfenbüttel im Jahr 1626 zog er mit den Truppen, die sich nun mit denen von Johann Ernst I. von Sachsen-Weimar vereint hatten, über Schlesien nach Ungarn zu Bethlen Gabor. Nach dem Tode der Heerführer folgte ein Rückzug nach Schlesien, wo Ackermann 1627 an der Verteidigung von Kosel teilnahm. Nach der Kapitulation Kosels trat er nicht zu Wallenstein über, sondern marschierte Richtung Mark Brandenburg, um dort entlassen zu werden. Es gelang ihm sich mit einigen anderen abzusetzen und sich zum von protestantischen Truppen unter dem in dänischen Diensten stehenden Graf Solms gehaltenen Wolfenbüttel durchzuschlagen, das von Gottfried Heinrich zu Pappenheim belagert wurde. Ende 1627 kapitulierte Wolfenbüttel gegenüber Pappenheim. Ackermann schloss sich nun den katholischen Truppen unter Pappenheim an.
1629 lag er mit den pappenheimschen Truppen vor Magdeburg. Im September 1630 war er an der Eroberung Ratzeburgs beteiligt. 1631 gehörte er bei der Zerstörung von Magdeburg zu den angreifenden Truppen. Er wurde bei der Plünderung des Hauses am Alten Markt 19 (heute Alter Markt 8) leicht verwundet. Seine erhaltene Schilderung der Stürmung der Stadt gilt als wichtiges zeitgeschichtliches Dokument. Es folgte die Beteiligung an der Einnahme Leipzigs.
Vor 1636 verließ Ackermann den Militärdienst. Er lebte eine Weile in Tangermünde. Ab 1636 hielt er sich sowohl dort als auch in Halberstadt auf. Letztlich ließ er sich, vermutlich unter Nutzung von persönlicher Kriegsbeute, in Kroppenstedt nieder. Dort heiratete er am 9. Februar 1646 die 21-jährige Elisabeth Lamprecht, die Tochter des Kroppenstedter Stadtschreibers. Aus der Ehe gingen elf Kinder hervor. Ackermann wurde dann Richter und später Bürgermeister von Kroppenstedt. Eine erste Erwähnung als Richter liegt aus dem Jahr 1652, als Bürgermeister von 1658 vor.
Ackermann verstarb Mitte Dezember 1680 und wurde am 26. Dezember 1680 beigesetzt. Seine Witwe verstarb 1699.

## Werk
Ackermann verfasste Lebenserinnerungen, die spätestens mit dem Jahr 1621 begannen und ursprünglich vermutlich deutlich über das Jahr 1647 hinaus reichten. Erhalten sind jedoch nur zwei Bruchstücke. Das erste umfasst die Zeit von 1627 bis Ende 1631 und damit insbesondere auch die Zerstörung Magdeburgs. Das zweite Fragment behandelt den Zeitraum von 1636 bis 1647.